# Montessori dei San Lorenzo
Montessori dei San Lorenzo (hoặc MDSL) là trường tư thục nằm ở M.B Villar St., South 1, Springville, Molino, Bacoor, Cavite.Trường thành lập bởi bà Loreli T. Martinez năm 2001.